# Éparchie de Dalmatie
L'éparchie de Dalmatie (en serbe cyrillique : Епархија далматинска ; en serbe latin : Eparhija dalmatinska) est une circonscription de l'Église orthodoxe serbe. Elle a son siège à Šibenik en Croatie et, en 2016, elle a à sa tête l'évêque Fotije.

## Histoire

### Évêques

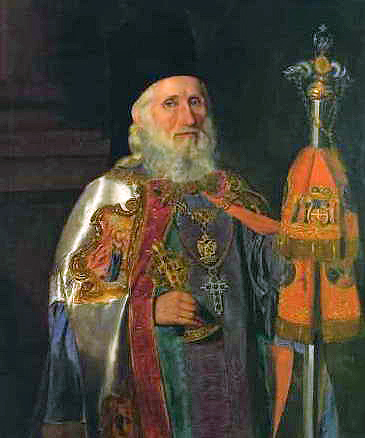
Josif Rajačić, devenu Patriarche de Serbie

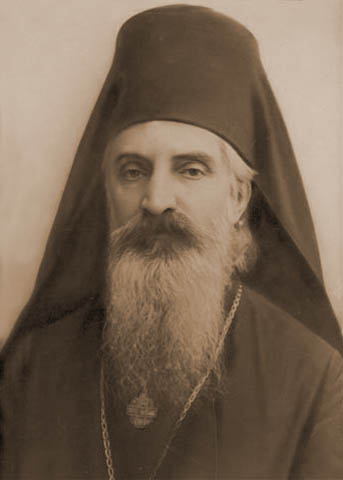
Nikodim Milaš

1. Savatije Ljubibratić (après 1693-1716)
2. Stefan Ljubibratić (1716-1722)
3. Simeon Končarević (1751-1762)
4. Venedikt Kraljević (1810-1823)
5. Josif Rajačić (1829-1834)
6. Pantelejmon Živković (1834-1836)
7. Jerotej Mutibarić (1843-1853)
8. Stefan Knežević (1853-1890)
9. Nikodim Milaš (1890-1910)
10. Dimitrije Branković (1913-1920)
11. Danilo Pantelić (1921-1927)
12. Maksimilijan Hajdin (1928-1931)
13. Irinej Đorđević (1931-1952)
14. Nikanor Iličić (1947-1951), administrateur
15. Simeon Zloković (1951-1959), administrateur
16. Stefan Boca (1959-1978)
17. Nikolaj Mrđa (1978-1992)
18. Longin Krčo (1992-1999)
19. Fotije Sladojević (depuis 1999)

## Paroisses
L'éparchie compte 4 archidiaconés (en serbe : arhijerejska namjesništa), chacun divisé en plusieurs paroisses.

### Archidiaconé de Split

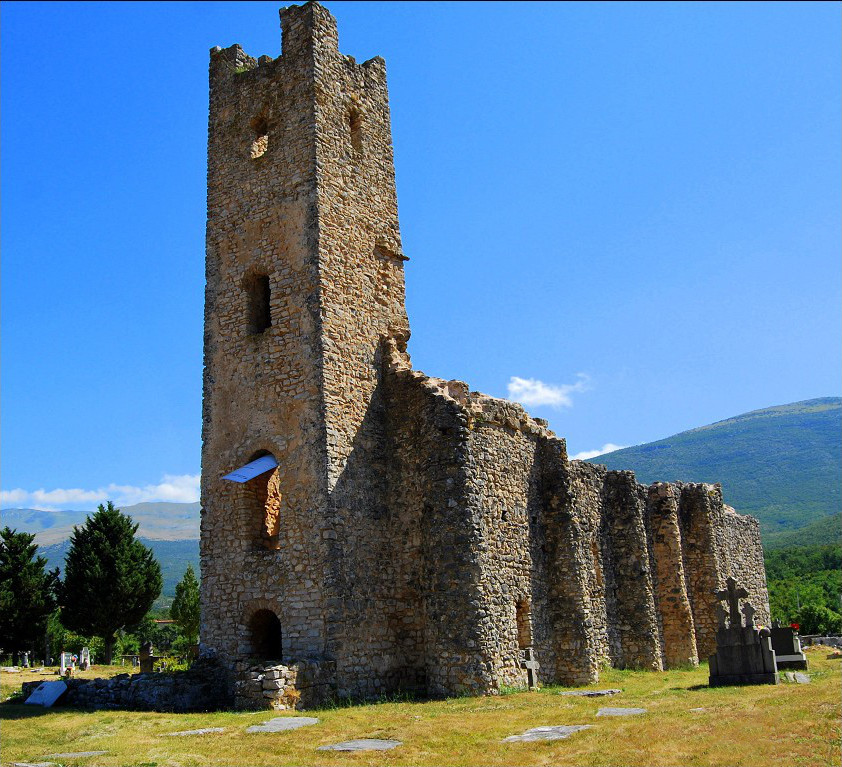
L'église de l'Ascension de Cetina

- Broćanac
- Vrlika
- Imotski
- Otišić
- Sinj
- Split
- Cetina

### Archidiaconé de Šibenik

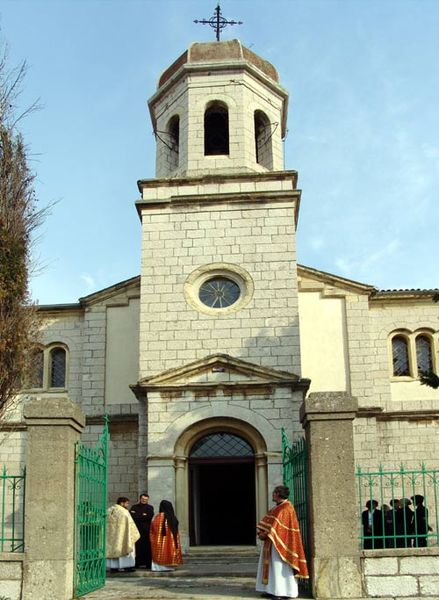
L'église de la Dormition-de-la-Mère-de-Dieu de Drniš

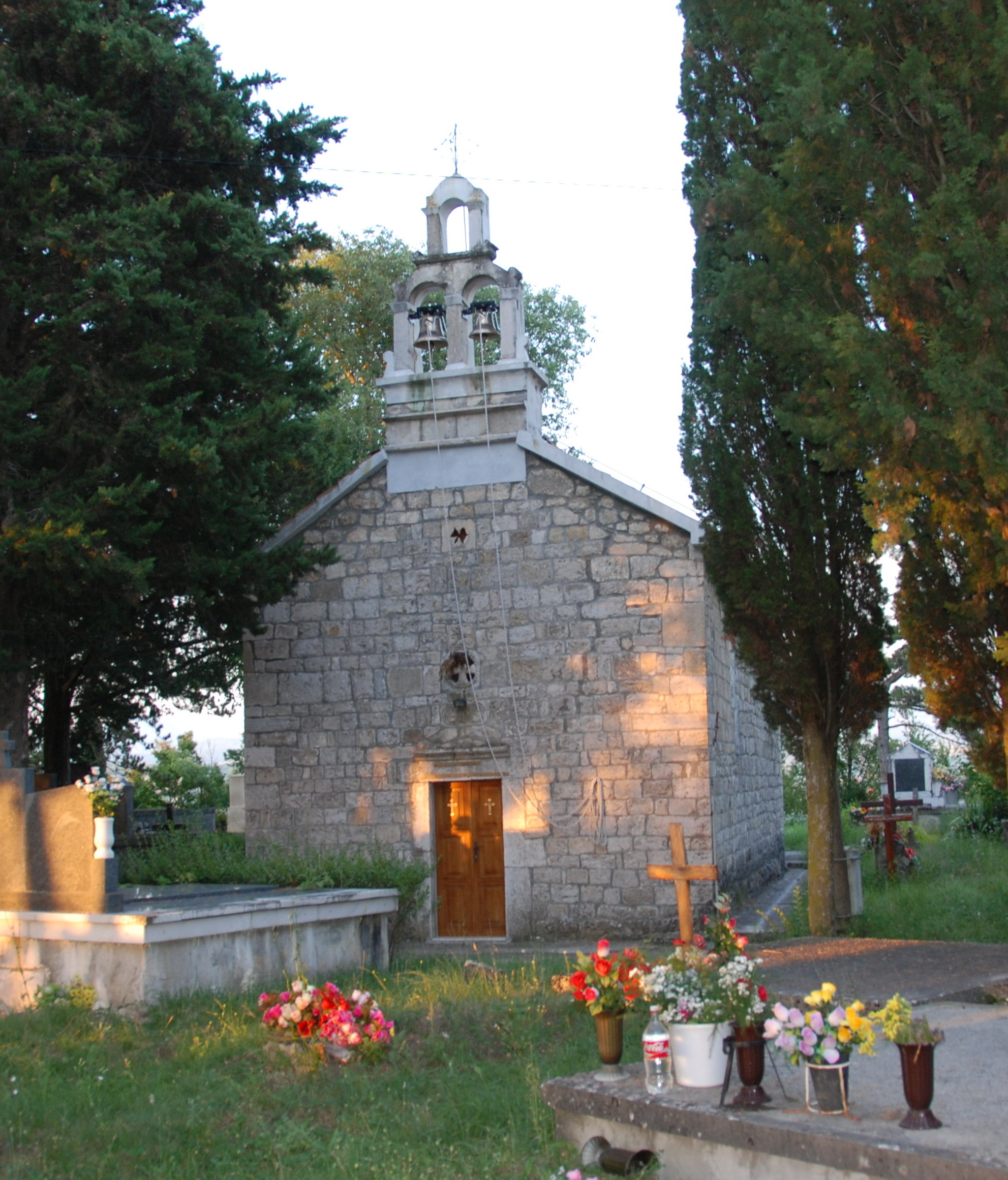
L'église Saint-Georges de Kričke

- Baljci
- Biočić
- Biovičino Selo
- Bjelina
- Bratiškovci
- Bribir
- Dobropoljci
- Drniš
- Đevrske
- Ivoševci
- Kanjani
- Kistanje
- Kričke
- Skradin
- Šibenik

### Archidiaconé de Knin

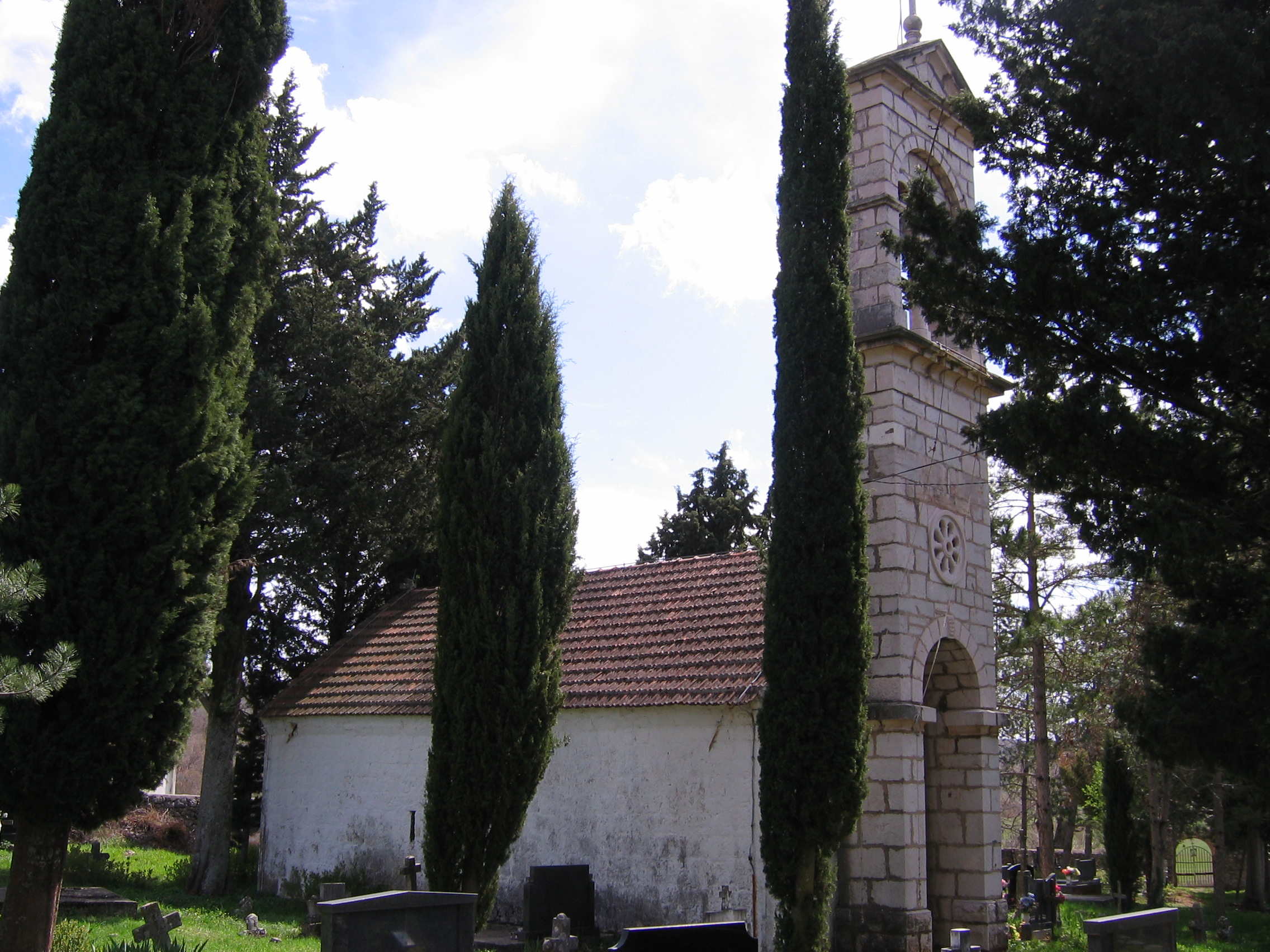
L'église Saint-Luc de Mokro Polje

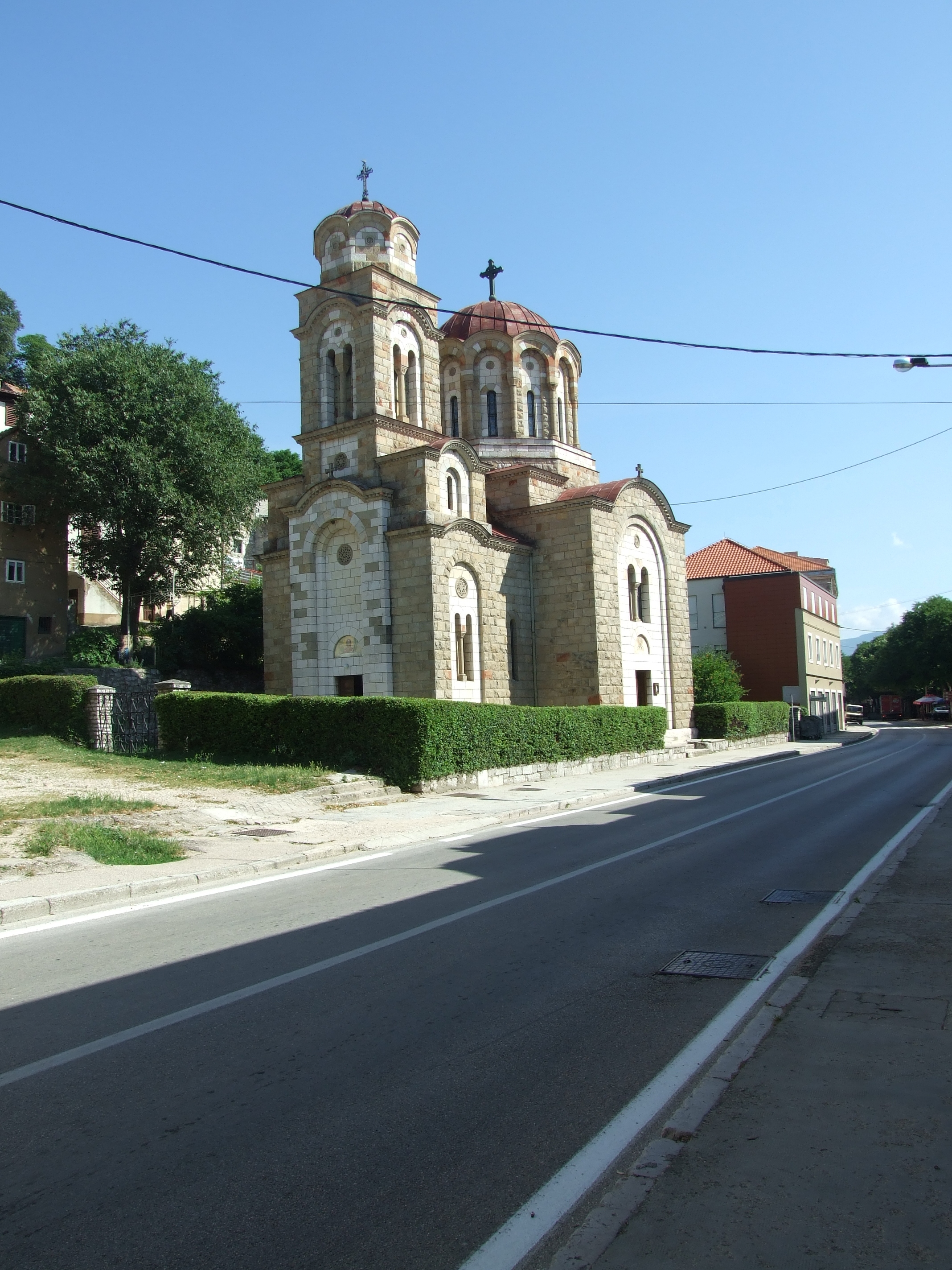
L'église du Linceul-de-la-Mère-de-Dieu de Knin

- Biskupija
- Vrbnik
- Golubić
- Dalmatinsko Kosovo
- Ervenik
- Žagrović
- Knin
- Markovac
- Mokro Polje
- Oton
- Oćestovo
- Pađani
- Plavno
- Polača
- Strmica

### Archidiaconé de Benkovac

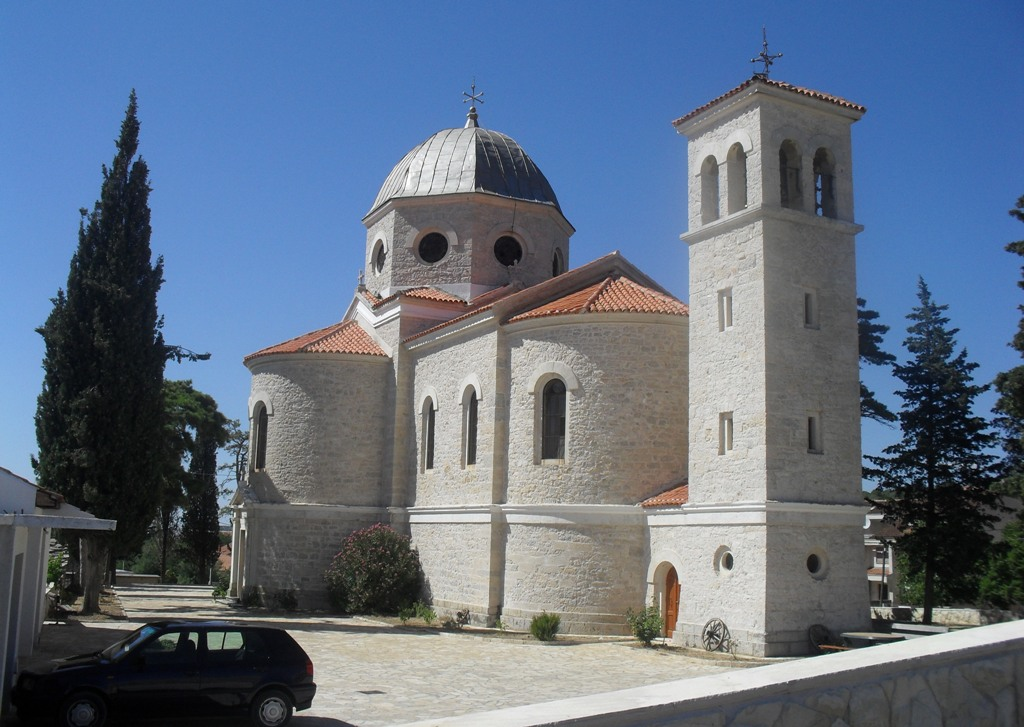
L'église de la Nativité-de-Saint-Jean-Baptiste de Benkovac

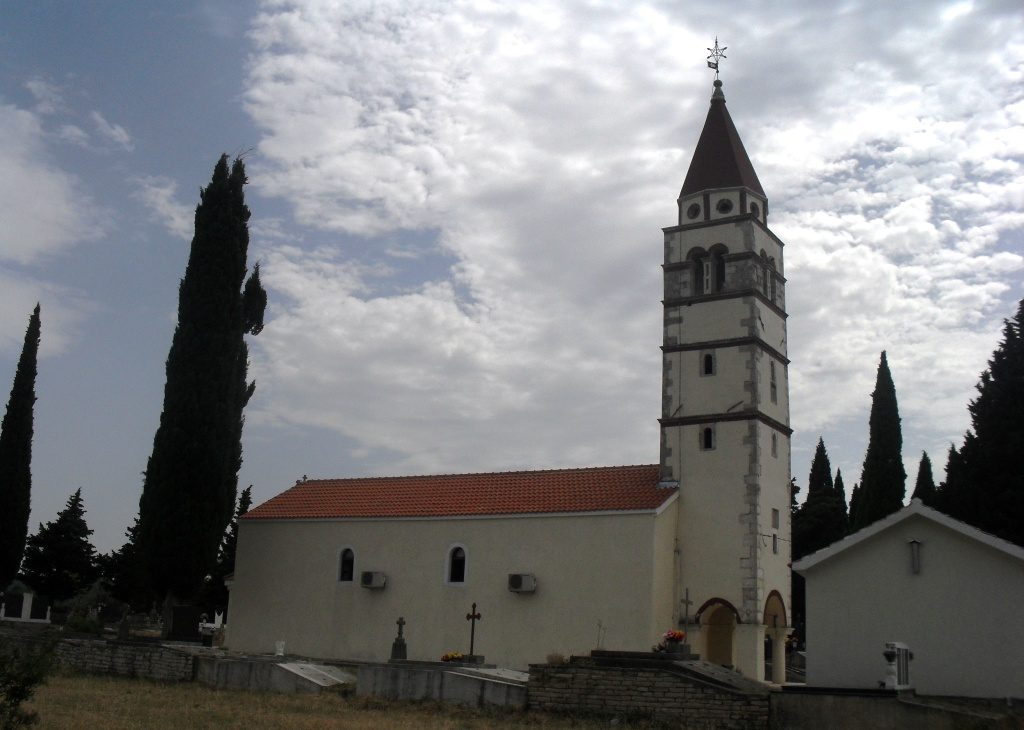
L'église Saint-Cyriaque-et-Sainte-Juliette de Karin

- Benkovac
- Bilišane
- Biljani
- Brgud
- Žegar
- Zadar
- Islam Grčki
- Jagodnja
- Karin
- Kula Atlagić
- Obrovac
- Smoković
- Poljica
- Tribanj
- Ceranje

## Monastères
L'éparchie de Dalmatie abrite 6 monastères :
| Français                        | Serbe cyrillique                   | Datation | Emplacement | Photo |
| ------------------------------- | ---------------------------------- | -------- | ----------- | ----- |
| Monastère de Krka               | Манастир Крка                      | 1350     | Kistanje    |       |
| Monastère de Krupa              | Манастир Крупа                     | 1317     | Krupa       |       |
| Monastère de Dragović           | Манастир Драговић                  | 1395     | Koljane     |       |
| Monastère de Lazarica           | Манастир Лазарица                  | 1874     | Zvjerinac   |       |
| Monastère Saint-Basile-d'Ostrog | Манастир Светог Василија Острошког | 2005     | Crnogorci   |       |
| Monastère d'Oćestovo            | Манастир Оћестово                  | 2005     | Oćestovo    |       |